# 紀元前658年
紀元前658年（きげんぜん658ねん）は、西暦（ローマ暦）による年。紀元前1世紀の共和政ローマ末期以降の古代ローマにおいては、ローマ建国紀元96年として知られていた。紀年法として西暦（キリスト紀元）がヨーロッパで広く普及した中世時代初期以降、この年は紀元前658年と表記されるのが一般的となった。

## 他の紀年法
- 干支 : 癸亥
- 日本
  - 皇紀3年
  - 神武天皇3年
- 中国
  - 周 - 恵王19年
  - 魯 - 僖公2年
  - 斉 - 桓公28年
  - 晋 - 献公19年
  - 秦 - 穆公2年
  - 楚 - 成王14年
  - 宋 - 桓公24年
  - 衛 - 文公2年
  - 陳 - 宣公35年
  - 蔡 - 穆侯17年
  - 曹 - 昭公4年
  - 鄭 - 文公15年
  - 燕 - 荘公33年
- 朝鮮
  - 檀紀1676年
- ユダヤ暦 : 3103年 - 3104年

## できごと

### 中国
- 諸侯が衛のために楚丘に築城した。
- 晋の里克と荀息が虞に道を借りて虢を攻撃し、下陽を滅ぼした。
- 斉の桓公・宋の桓公・江人・黄人が貫で会盟した。
- 虢が桑田で戎を破った。
- 楚軍が鄭に侵攻し、楚の鬬章（中国語版）が鄭の聃伯を捕らえた。

## 死去
- 燕の荘公